# Silk Road Mountain Race

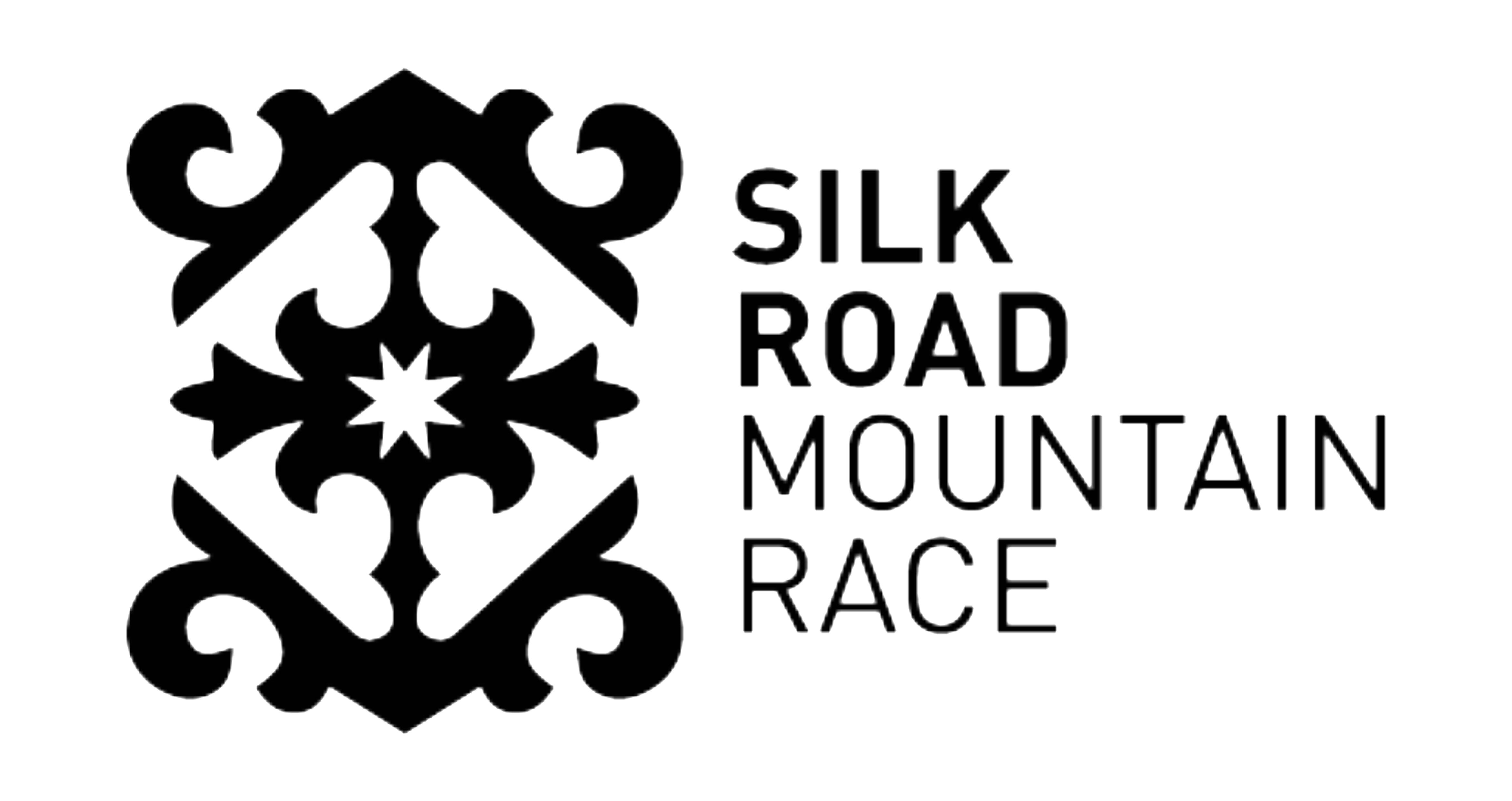
Logo de la Silk Road Mountain Race

La Silk Road Mountain Race, ou SRMR, est une épreuve amateur d'ultracyclisme en autonomie. Créée en 2018, elle se déroule chaque été sur un parcours au Kirghizistan. Cette course s'inspire d'autres courses en autonomie telle que le Tour Divide.

## Description
La Silk Road Mountain Race est une course d'ultracyclisme, ou VTT d'ultra-distance, se déroulant sur un parcours de 1 600 à 1 900 km dans les régions montagneuses du Kirghizistan. Elle se fait en complète autonomie ou auto-suffisance, c'est-à-dire sans assistance attitrée. Une de ses particularités est de passer par des cols de haute altitude à plus de 4 000 m,.
Le terrain de la SRMR étant relativement accidenté, les participants utilisent généralement des vélos de type VTT.

## Résultats
| Année | Distance parcourue                                         | Dénivelé estimé                                            | Particip.                                                  | Particip.                                                  | Premier                                                    | Deuxième                                                   | Troisième                                                  | Réfs.                                                      |
| Année | Distance parcourue                                         | Dénivelé estimé                                            | Arr.                                                       | Dép.                                                       | Premier                                                    | Deuxième                                                   | Troisième                                                  | Réfs.                                                      |
| 2018  | 1 721 km                                                   | 26 508 m                                                   | 30                                                         | 86                                                         | Jay Petervary                                              | Levente Bagoly                                             | Alex Jacobsen                                              | [ 3 ]                                                      |
| 2019  | 1 672 km                                                   | 26 201 m                                                   | 68                                                         | 135                                                        | Jakub Sliacan                                              | Lael Wilcox                                                | Jay Petervary                                              | [ 4 ]                                                      |
| 2020  | n/a — Édition annulée en raison de la pandémie de Covid-19 | n/a — Édition annulée en raison de la pandémie de Covid-19 | n/a — Édition annulée en raison de la pandémie de Covid-19 | n/a — Édition annulée en raison de la pandémie de Covid-19 | n/a — Édition annulée en raison de la pandémie de Covid-19 | n/a — Édition annulée en raison de la pandémie de Covid-19 | n/a — Édition annulée en raison de la pandémie de Covid-19 | n/a — Édition annulée en raison de la pandémie de Covid-19 |
| 2021  | 1 859 km                                                   | 30 851 m                                                   | 52                                                         | 95                                                         | Sofiane Sehili                                             | Axel Brenner                                               | Adrien Liechti                                             | ,                                                          |
| 2022  | 1 863 km                                                   | 34 800 m                                                   | 83                                                         | 151                                                        | Sofiane Sehili                                             | James Hayden                                               | Steve Halligan                                             | [ 7 ]                                                      |
| 2023  | 1 880 km                                                   | 37 700 m                                                   |                                                            |                                                            | Sofiane Sehili                                             | Jakub Sliacan                                              | Justinas Leveika                                           | [ 8 ]                                                      |